# Heliconia aurantiaca
Espèce
Classification phylogénétique

Heliconia aurantiaca est une espèce de plantes à fleur de la famille des Heliconiaceae, originaire d'Amérique du Sud.

## Synonymes
Selon World Checklist of Selected Plant Families (WCSP) (24 mars 2012) :
- Heliconia brevispatha Hook. (1863)
- Heliconia choconiana S.Watson (1888)